# Roberval Andrade
Roberval Menezes de Andrade, ou simplesmente Roberval Andrade (São Paulo, 6 de dezembro de 1970) é um piloto de automobilismo brasileiro. Bicampeão da Formula Truck, em 2002 e 2010. e Campeão da Copa Truck em 2018.

## Carreira
Piloto paulista, Roberval corre desde 2000 na Fórmula Truck. Foi campeão em 2002, quando corria com o paranaense Pedro Muffato, e vice em 2005, Ainda repetiu o título em 2010 do Brasil e Sul-americano de Formula Truck de 2010 pela equipie RVR Corinthians Motorsport.
Na Temporada de 2007, correu ao lado do goiano José Maria Reis.
Roberval Andrade foi campeão na temporada 2018 da Copa Truck, substituta da formula Truck, correndo pela equipe SCANIA, conquistando seu terceiro título considerando Fórmula Truck e Copa Truck.
Atualmente Roberval atua pela equipe Ticket Car® Corinthians Motorsport, representando sua equipe e o Sport Club Corinthians Paulista. 

## Títulos
Formula Truck: 2002, 2010.
Copa Truck: 2018